# Chalmasia
Chalmasia – monotypowy rodzaj zielenic z rodziny Polyphysaceae.
Rodzaj opisany został w 1895 roku przez Hermanna Solms-Laubacha, profesora botaniki Uniwersytetu w Strassburgu. Nazwa honoruje Ernesta Munier-Chalmasa, geologa francuskiego.
Takson obejmuje jeden tylko gatunek: Chalmasia antillana Solms-Laubach [synonimy: Acetabularia antillana (Solms-Laubach) Egerod 1952, Polyphysa antillana (Solms-Laubach) M.J. Wynne 1986]. Holotyp zebrał Agassiz w Indiach Zachodnich, na południe od wybrzeży Florydy, i opisał pierwotnie jako Acetabularia crenulata. Jest to morska zielenica występująca współcześnie na obszarze Karaibów (Kuba, Małe Antyle, Martynika, Floryda, Belize), o pokroju przypominającym parasolowce, a zwłaszcza mniejsze okazy Acetabularia crenulata. Wieńczący nitkowatą plechę lejkokształtny kapelusz ma średnicę ok. 6 mm.